# Issumer Fleuth
Die Issumer Fleuth (Aussprache „Flöt“) ist ein etwa 25 Kilometer langer, nicht schiffbarer, rechter Nebenfluss der Niers in Nordrhein-Westfalen, Deutschland. Sie entsteht in der Nähe von Kamp-Lintfort. Von der Quelle aus fließt sie in nordwestlicher Richtung, durchquert das Naturschutzgebiet Fleuthkuhlen und mündet in Kevelaer, Ortschaft Winnekendonk, in die Niers. Bei Issum mündet die Nenneper Fleuth in die Issumer Fleuth. Das Einzugsgebiet beträgt ca. 120 km² und liegt zwischen Issum, Kevelaer und Geldern.